# 德尼·切尔尼
德尼·切尔尼（1993年5月3日—），克罗地亚男子田径运动员。他曾代表克罗地亚参加2020年夏季残疾人奥林匹克运动会田径比赛，获得男子铅球F33级铜牌。